# Amazon Go
Amazon Go — сеть магазинов в Соединенных Штатах, управляемая интернет-магазином Amazon. По состоянию на 2020 год компания имеет 26 открытых магазинов в Сиэтле, Чикаго, Сан-Франциско и Нью-Йорке.
Кассы самообслуживания появились в 1997 году; идея заключалась в том, чтобы вместо одного продавца установить как можно больше касс, на которых можно пробить и оплатить товар самостоятельно. 
Сейчас же компания Amazon избавилась от процесса пробивания товара — его оплата происходит автоматически при помощи датчиков движения, камер и умных весов. Таким образом была реализована концепция  автоматизации торговли, названная «магазин без персонала». Некоторые СМИ называют Amazon Go первыми автоматизированными супермаркетами в мире, при этом существуют более ранние упоминания о запуске магазинов без персонала (без рабочих мест на кассах).

## История
Свою историю Amazon Go начинает задолго до открытия. Магазины были концептуализированы и протестированы командой руководителей Amazon, которые построили фиктивный супермаркет площадью 15 000 квадратных футов на арендованном складе в Сиэтле, прежде чем рассказать об идее основателю Amazon Джеффу Безосу в 2015 году. 
Первый магазин был расположен в г. Сиэтл и был открыт для сотрудников 5 декабря 2016 г.; для обычных людей магазин был открыт 22 января 2018 года. Во время открытия можно было купить продукты, наборы для еды, ограниченный ассортимент продуктов и спиртных напитков.
В своём письме акционерам в 2018 году Джефф Безос  рассказал, насколько было сложно разработать автоматизированный супермаркет. Многие годы они думали над реализацией идеи избавиться от очередей. Пришлось спроектировать собственные видеокамеры, создать специальные полки и множество других нюансов, без которых работа магазина была бы невозможна.

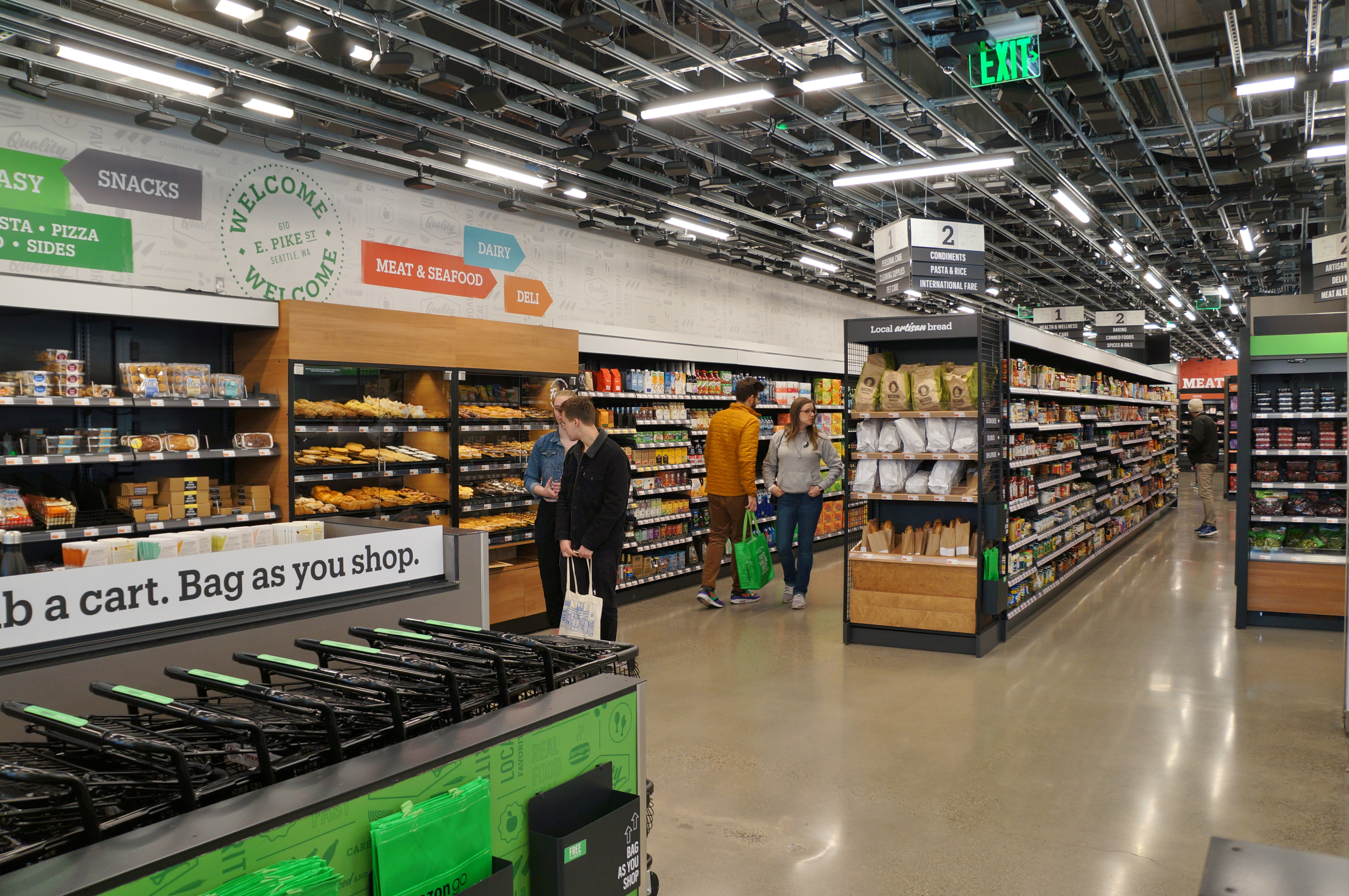
Интерьер первого магазина Amazon Go в Сиэтле

В своем отчете об открытии магазина The Wall Street Journal сообщил, что первое местоположение магазина было одним из трёх, которые Amazon планировал открыть, каждое из которых было в другом формате. В октябре 2016 года Business Insider написал о планах, содержащихся во внутренних документах Amazon: открыть до 2000 магазинов в течение следующих десяти лет. Представители Amazon опровергли это сообщение, заявив, что проект всё ещё изучается.
Первый магазин, согласно The Verge, должен был открыться для публики в начале января 2017 года. Он был площадью всего 1800 квадратных футов, размером с угловой магазин. К октябрю 2017 года магазин ещё не открылся из-за проблем с технологией, отслеживающей более 20 человек одновременно.

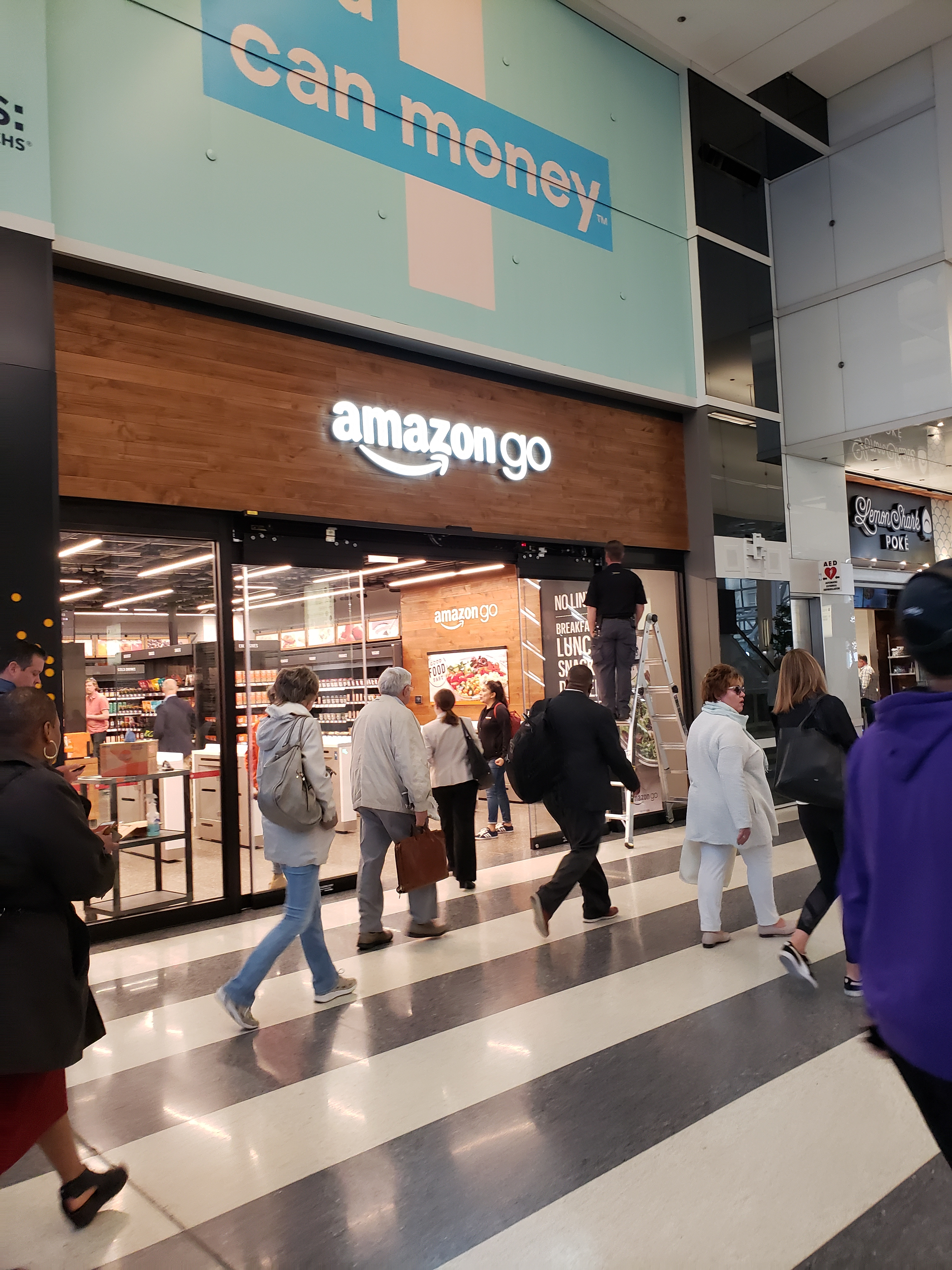
Магазин Amazon Go в Чикаго

В мае 2018 года The Seattle Times написала о планах Amazon открыть магазины Amazon Go в Чикаго и Сан-Франциско. В сентябре 2018 года Amazon Go открыл первый магазин за пределами Сиэтла в офисах компании в Чикаго Луп. Девятый магазин был открыт 23 октября 2018 года в Сан-Франциско.
В сентябре 2018 года агентство Bloomberg News написало о планах Amazon открыть к 2021 году до 3000 магазинов Amazon Go в Соединенных Штатах.
В ответ на возможную дискриминацию в отношении людей с низким доходом в Сан-Франциско, Филадельфии и Нью-Джерси был принят закон, запрещающий безналичные магазины. 7 мая 2019 года в Нью-Йорке новый магазин Amazon Go открылся с учётом этого закона. В соответствии с законодательством, магазины в Сан-Франциско также принимают наличные деньги, а обслуживающий персонал обслуживает клиентов, у которых нет приложения или смартофона.
Более крупный продуктовый магазин Amazon Go Grocery площадью 10 400 квадратных футов открылся в районе Капитолийского холма в Сиэтле 25 февраля 2020 года. Ассортимент насчитывает более 5000 позиций, включая свежие продукты и выпечку.
В марте 2020 года проприетарная система Just Walk Out была адаптирована для других розничных сетей, так что покупки можно совершать без наличия учётных записей Amazon.

## Рабочий персонал
В магазине отсутствуют продавцы и кассиры, имеются только сотрудники, которые встречают людей на входе и пополняют запасы магазина. Также в магазине работают консультанты, которые в случае ошибки могут её исправить или же ответить на вопросы клиентов. В некоторых магазинах также можно увидеть охранников

## Технологии

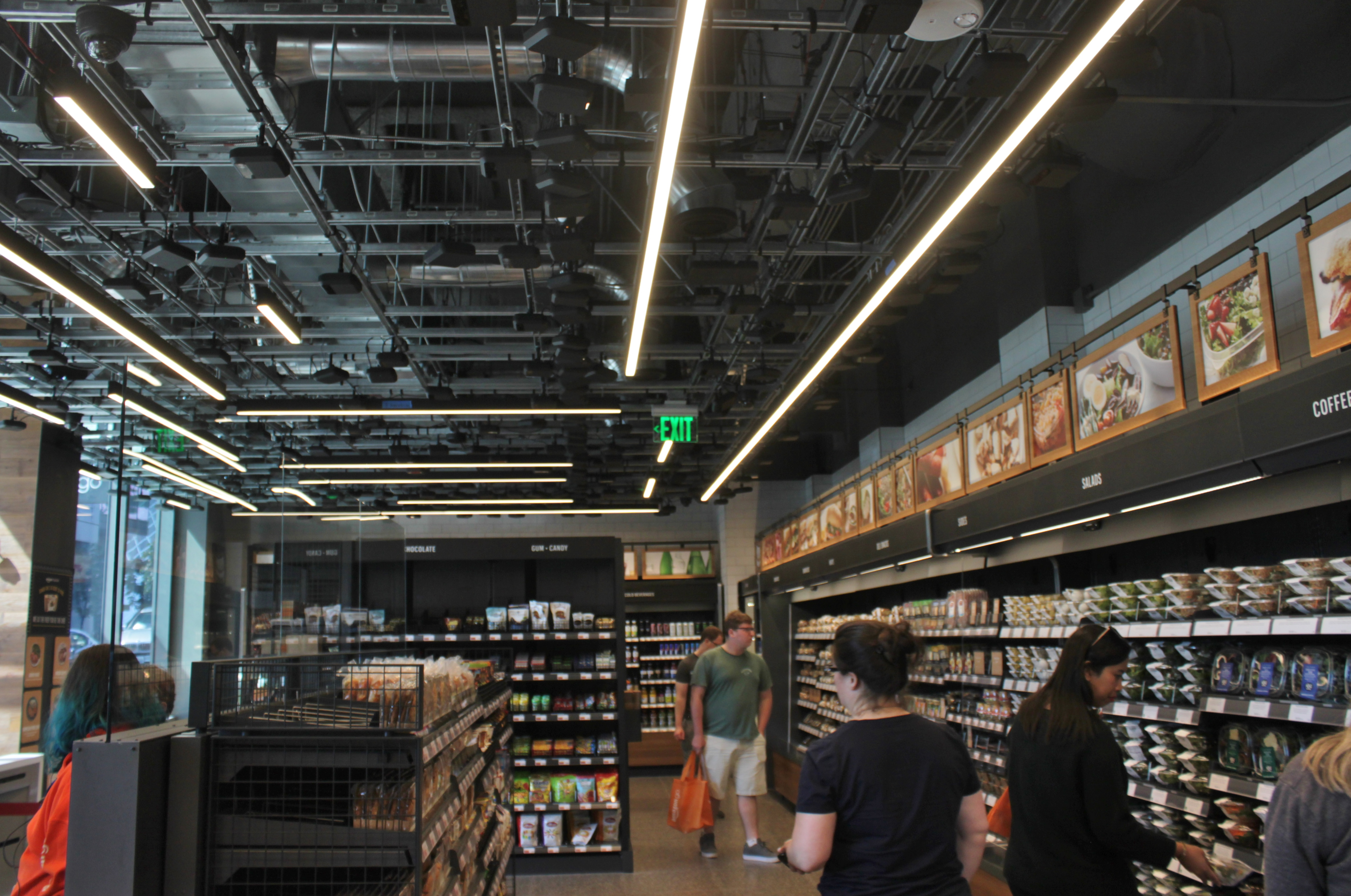
Потолки с датчиками

Магазины частично автоматизированы,  покупатели могут приобретать товары, не пробивая их на кассе.
Согласно рекламному видео, опубликованному Amazon, в магазине используются современные технологии, в том числе компьютерное распознавание образов собственной разработки, а также сенсоры, что позволяет автоматизировать большую часть процесса покупки и оплаты товаров в розницу. Концепция магазина рассматривается как революционная модель, основанная на распространенности смартфонов и возможности предложений конкретных товаров с использованием геолокации для оптимизации работы с клиентами.

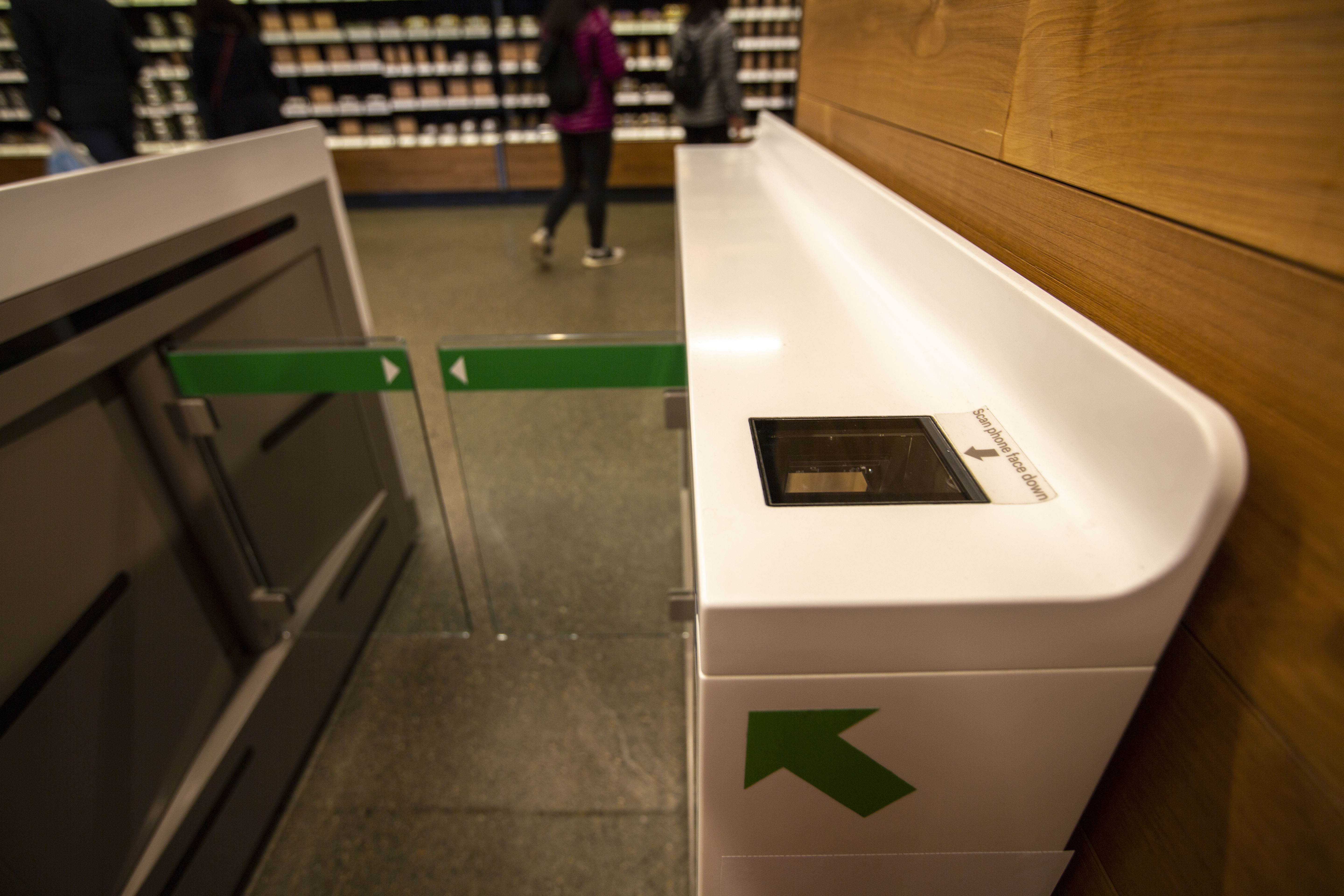
Сканер QR-кода приложения на входе в магазин

Приложение Amazon Go для iOS и Android связывается с их учётной записью Amazon и является основной возможностью оплаты товаров в магазине, а также наличными; оно необходимо для входа в магазин, на котором установлены турникеты со сканером QR-кода.
Приложение позволяет пользователям добавлять других пользователей в свою учётную запись Amazon, поэтому покупки семьи могут быть списаны на один счёт. На потолке магазина установлены видеокамеры, а на полках магазинов установлены датчики веса, позволяющие определить, какие именно товары забрал покупатель. Если покупатель берет товар с полки, он будет добавлен в виртуальную корзину покупателя. Аналогичным образом, если покупатель помещает товар обратно на полку, он удаляется из виртуальной корзины покупателя.

## Критика
Бывший Федеральный комиссар по защите данных и свободе информации Питер Шаар считает проект Amazon проблематичным и несовместимым с европейской политикой конфиденциальности. В конце концов, для клиента невозможно понять, какие данные собираются во время покупок.
Объединённый международный профсоюз работников пищевой промышленности и торговли (UFCW) назвали Amazon Go явной угрозой для экономики. Они считают что после приобретения популярности магазинов без кассиров миллионы рабочих потеряют своё рабочее место. На следующий день компания Amazon заявила, что ни одна другая американская компания не создала столько рабочих мест, сколько Amazon.

## Расположение магазинов
По состоянию на март 2020 года в Соединенных Штатах насчитывается 26 магазинов.
| №      | Город, штат               | Дата открытия первого магазина | Количество магазинов в городе | Примечания    |
| ------ | ------------------------- | ------------------------------ | ----------------------------- | ------------- |
| 1      | Сиэтл, Вашингтон          | 22 января 2018 год             | 6                             | [ 37 ]        |
| 2      | Чикаго, Иллинойс          | 17 сентября 2018 год           | 7                             | [ 38 ]        |
| 3      | Сан-Франциско, Калифорния | 23 октября 2018 год            | 5                             | [ 39 ]        |
| 4      | Нью-Йорк, штат Нью-Йорк   | 7 мая 2019 год                 | 8                             | [ 40 ] [ 41 ] |
| Итого: |                           |                                | 26                            |               |

## Фотогалерея

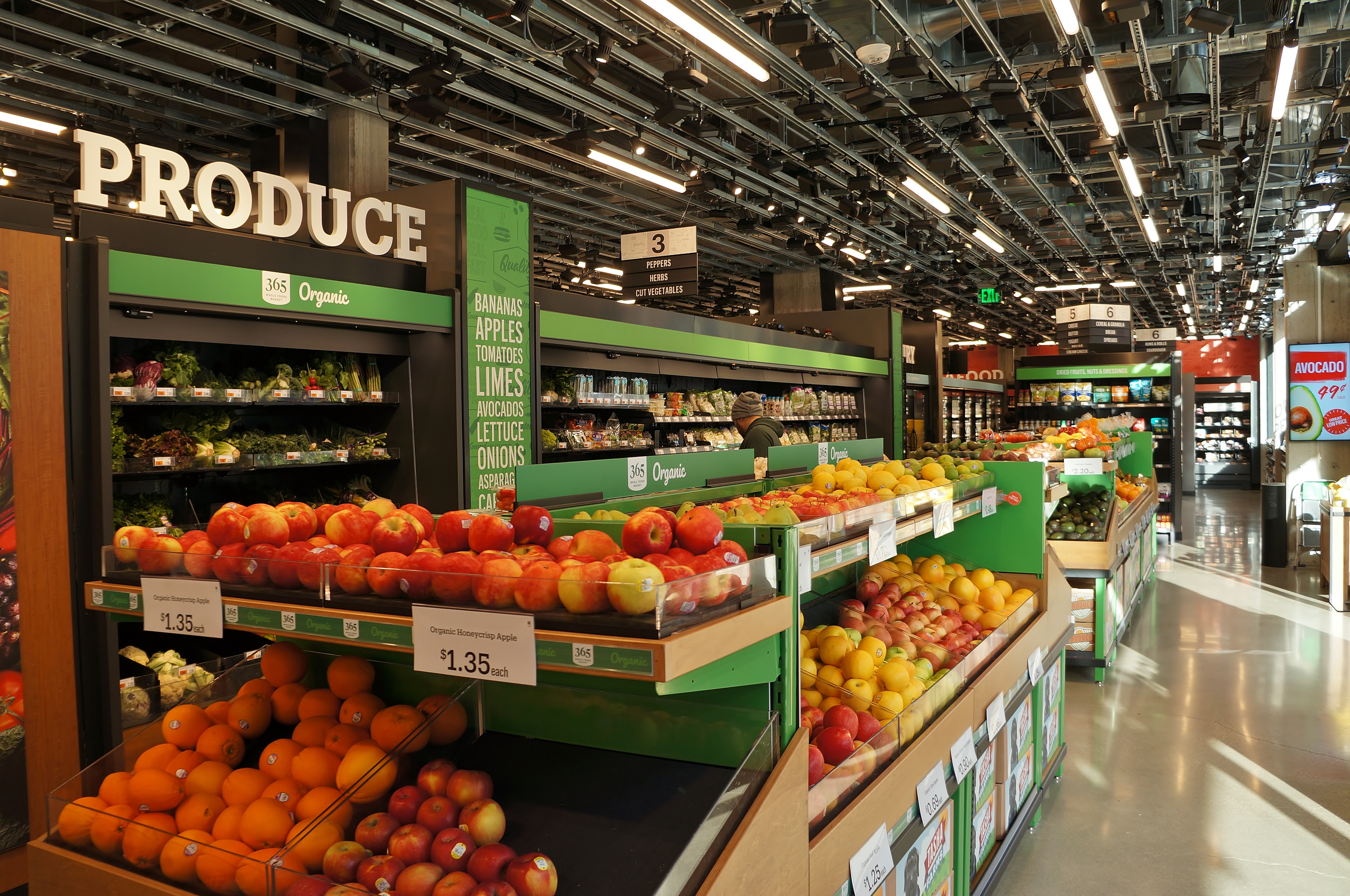
Фрукты в магазинах Amazon Go
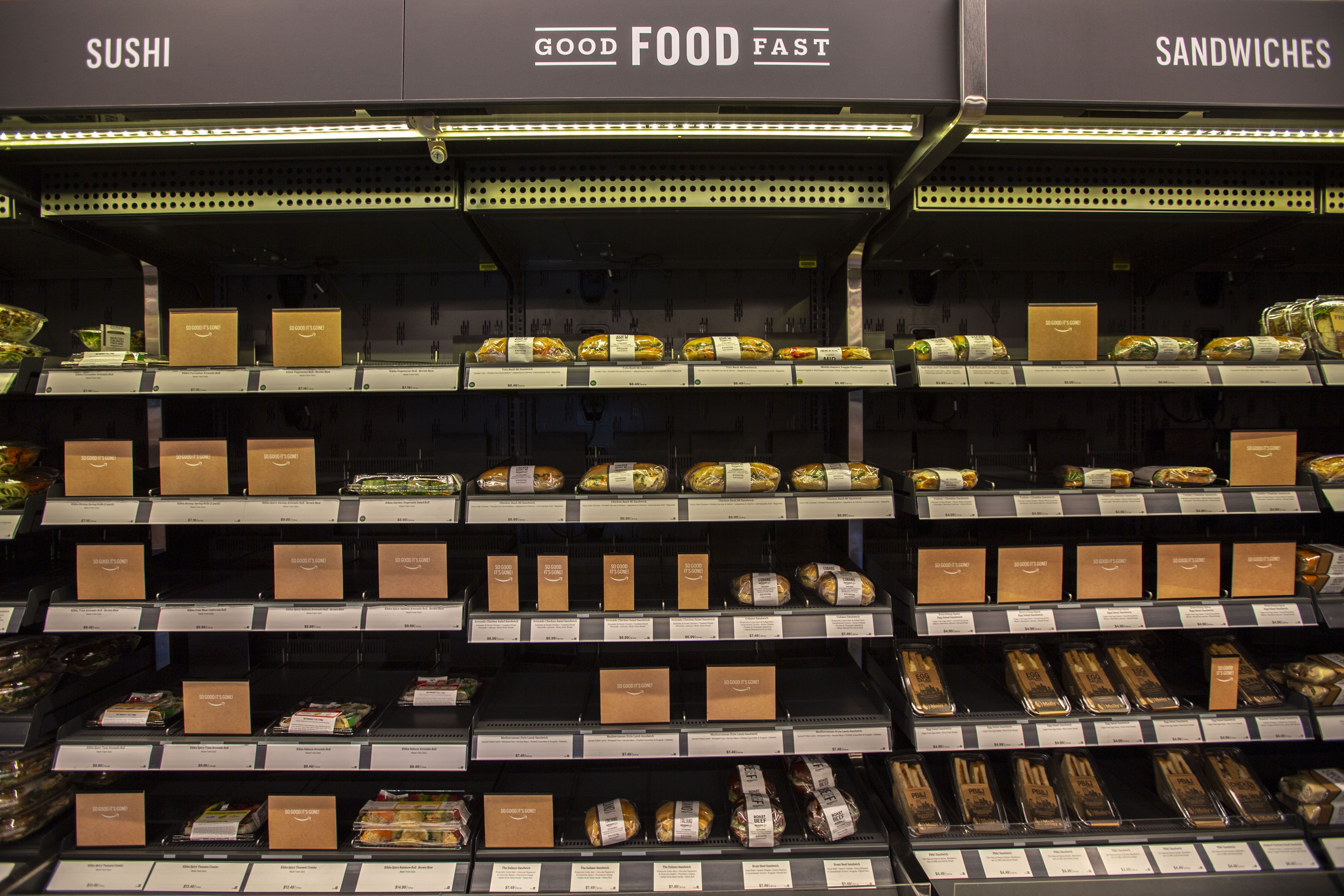
Полки с продуктами в магазине Amazon Go
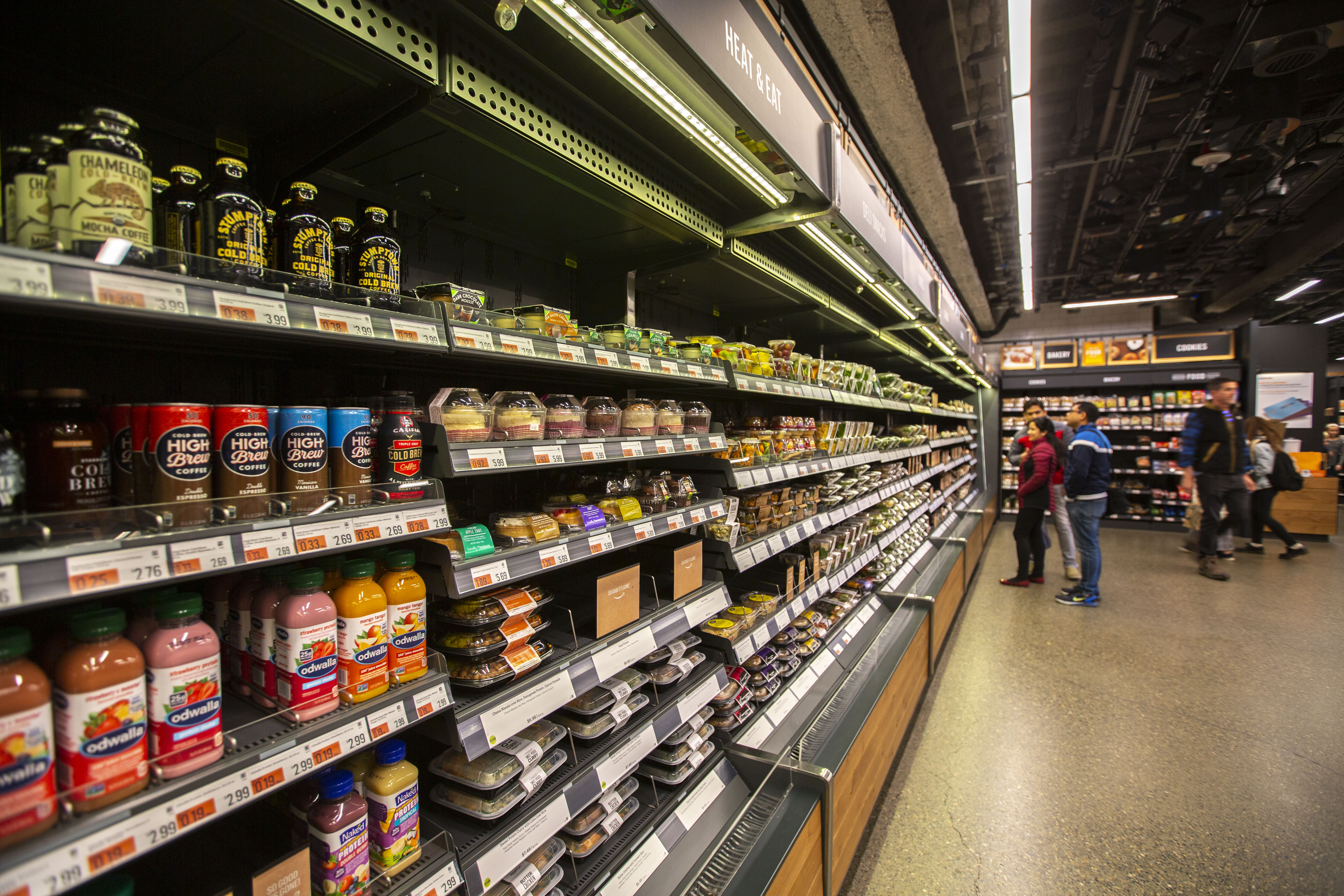
Полки с продуктами в магазине Amazon Go
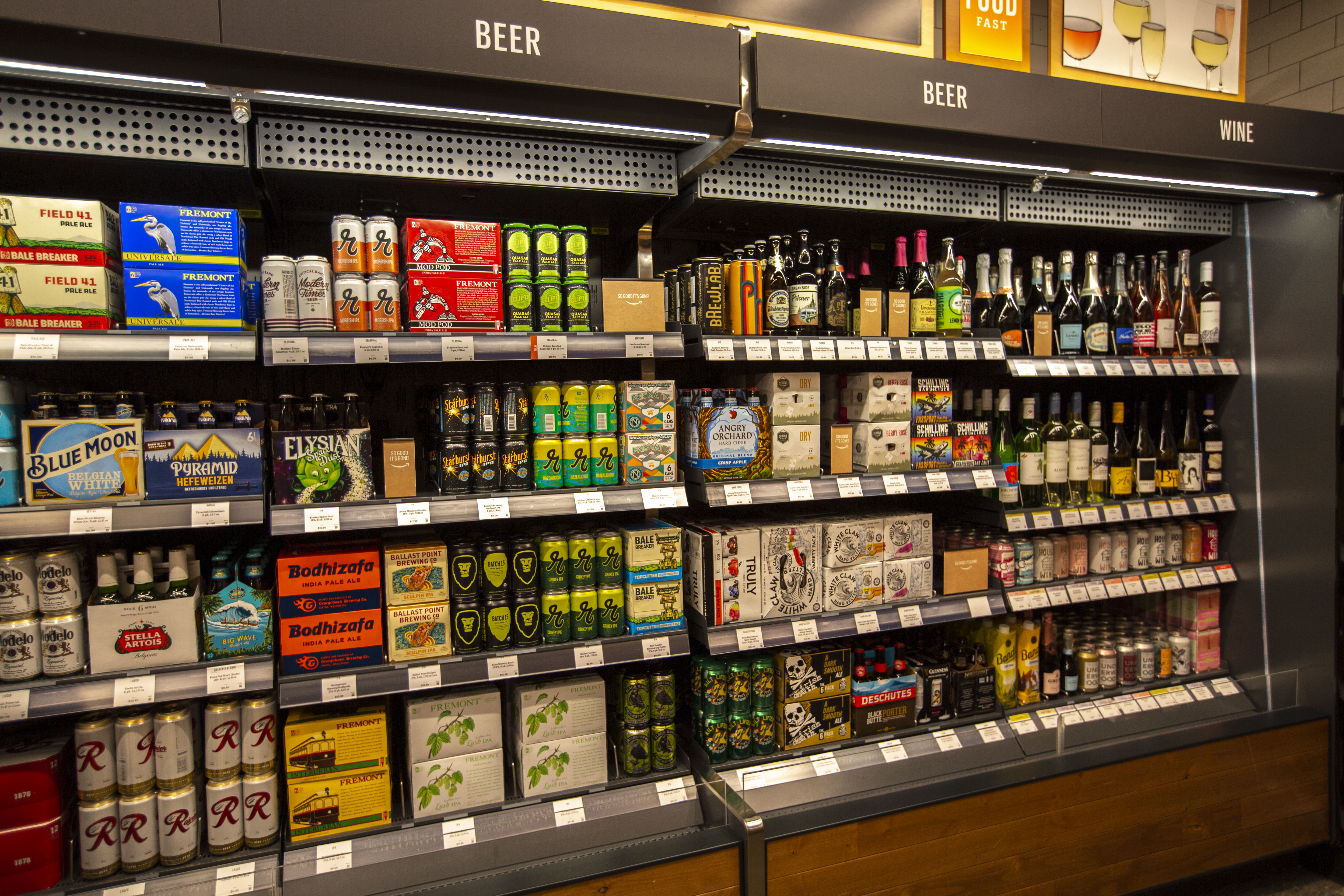
Полки с продуктами в магазине Amazon Go
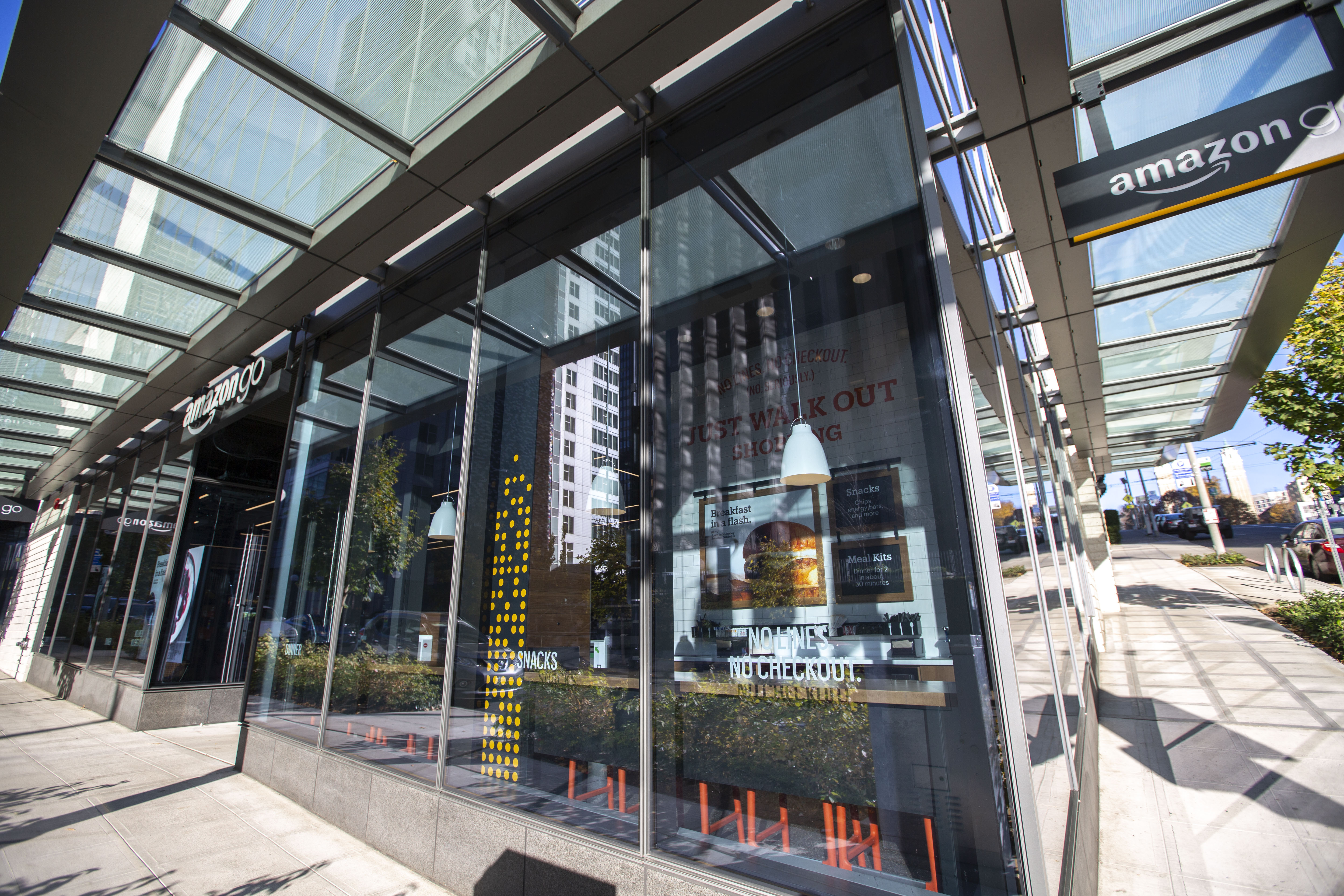
Магазин Amazon Go в Сиэтле
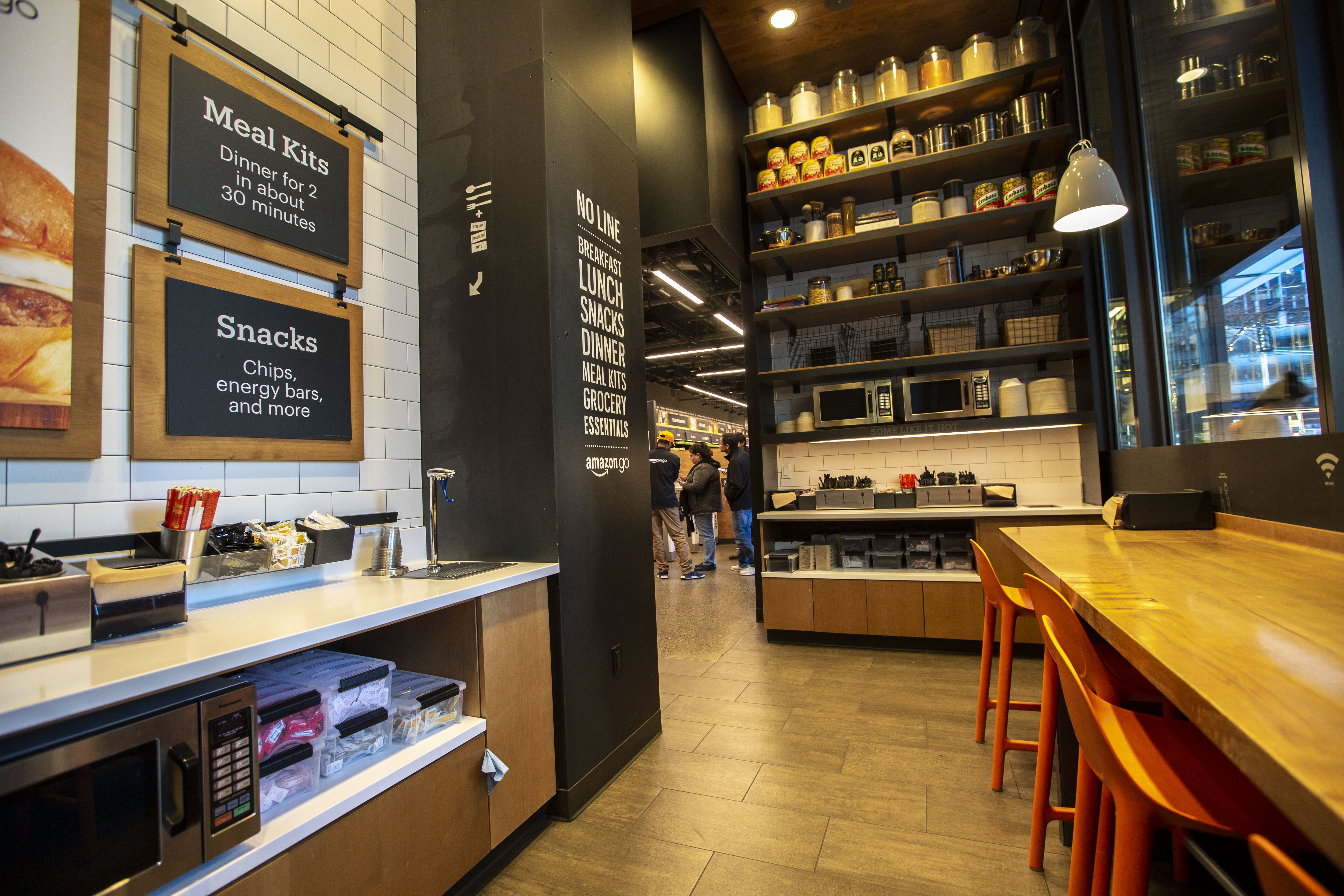
Интерьер магазина Amazon Go
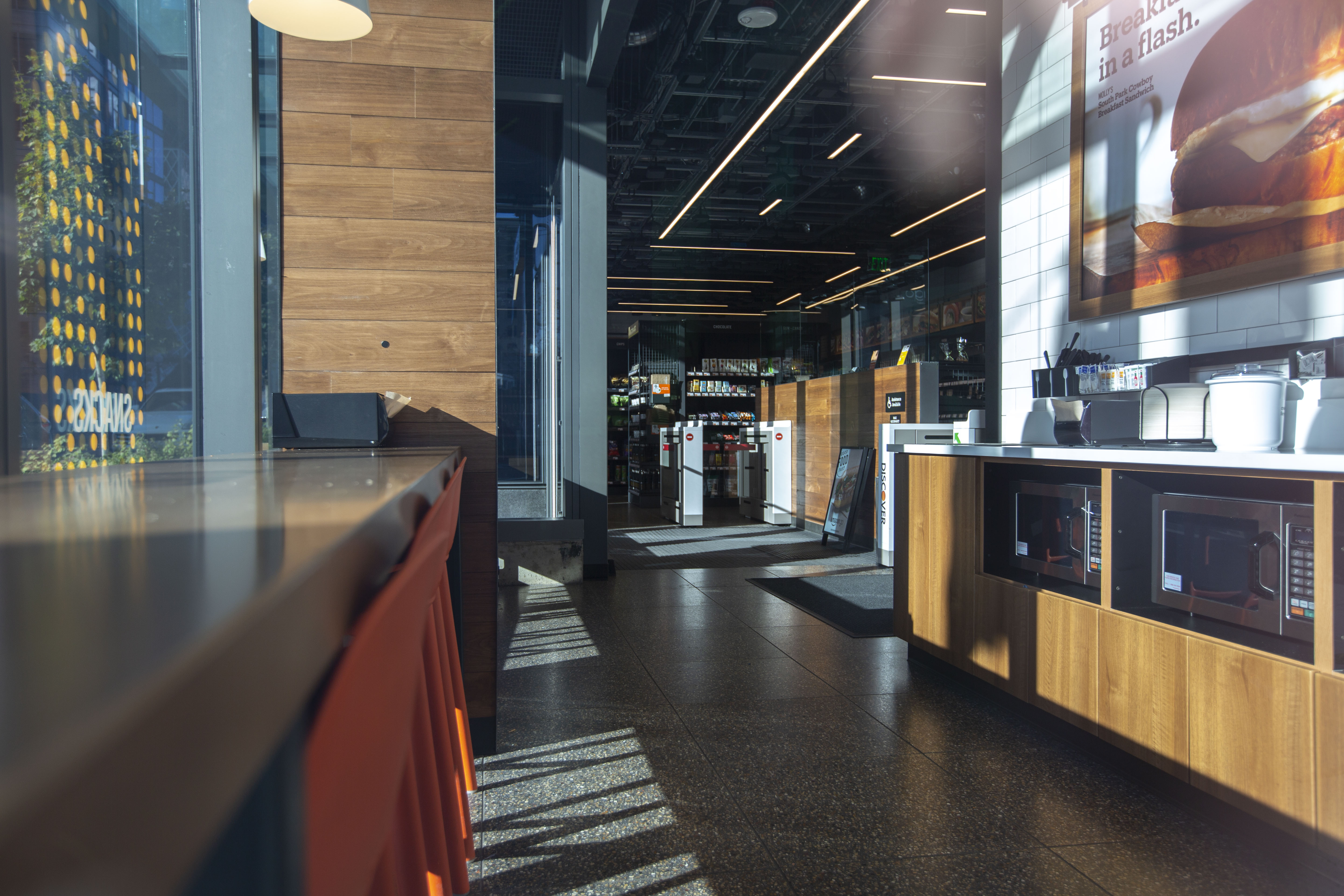
Интерьер магазина Amazon Go